# Küçükçayır, Rize
Küçükçayır là một xã thuộc thành phố Rize, tỉnh Rize, Thổ Nhĩ Kỳ. Dân số thời điểm năm 2010 là 1.015 người.